# Alice Tumler
Alice Tumler (Innsbruck, 11 novembre 1978) è una conduttrice televisiva austriaca.

## Biografia
Nasce nel 1979 ad Innsbruck, da madre della Martinica e padre austriaco. Parla fluentemente francese, inglese, italiano e tedesco e riesce ad esprimersi anche in portoghese e spagnolo.

## Carriera
È stata scelta dalla ORF, televisione austriaca, per presentare l'Eurovision Song Contest 2015 insieme ad Arabella Kiesbauer e Mirjam Weichselbraun.